# 데이비드 토렌스
데이비드 토런스(David Torrence, 1864년 1월 17일 ~ 1951년 12월 26일)는 그레이트브리튼 아일랜드 연합왕국의 연극 배우, 영화배우이다.

## 영화
- 스탠리 앤 리빙스톤 (1939년)
- 메리 오브 스코틀랜드 (1936년)
- 캡틴 블러드 (1935년)
- 바운티호의 반란 (1935년) - 후드 역
- 제인 에어 (1934년)
- 버클리 스퀘어 (1933년)
- 퀸 크리스티나 (1933년)
- 마스크 오브 푸 만주 (1932년)
- 스밀린 스루 (1932년)
- 이스트 린 (1931년)
- 라플스 (1930년)
- 디즈레일리 (1929년)